# 15e cérémonie des National Television Awards
La 15e cérémonie des National Television Awards (NT Awards), a eu lieu le 20 janvier 2010, et a récompensé les meilleurs programmes diffusés à la télévision britannique.